# Gordian
Gordian (闘士ゴーディアン?, Tōshi Gordian, "Gordian, il guerriero") è una serie televisiva anime tratta dall'omonimo manga di Yū Yamamoto e prodotta dalla Tatsunoko fra il 1978 e il 1979.

## Trama
Protagonista è Daigo, un ragazzo molto estroverso figlio del dottor Otaki, geniale scienziato che dopo essere fisicamente morto prosegue la sua esistenza all'interno di un computer. La storia è ambientata a Victor City, una città futuristica il cui passato nasconde però un grande segreto; questa città viene improvvisamente attaccata dalla spietata razza aliena dei Madokter. Nonostante Victor City venga strenuamente difesa dalle sue forze militari, i Madokter sono numericamente soverchianti e soprattutto tecnologicamente superiori rispetto ai militari della città.
Proprio quando le forze nemiche stanno per prevalere, il dottor Otaki rivela l'esistenza di una segretissima generazione di robot totalmente innovativa composta da Protesser, Delinger e Garbin. Questi tre robot insieme formano Gordian, un potentissimo mecha progettato in modo da essere guidato da Daigo, il quale è dotato della capacità di comandare i tre robot anche telepaticamente.
Così Daigo Otaki si ritrova suo malgrado a essere catapultato in guerra e a interagire con Protesser, robot dalle dimensioni poco più grandi di Daigo che egli richiama nei momenti di pericolo e che può fungergli anche da armatura robotica aprendosi e permettendogli in questo modo di entrarci dentro.
Quando anche Protesser non si riveli sufficiente a respingere il nemico ecco che Daigo può chiamare in soccorso un robot più grande, Dellinger, capace di relazionarsi con Protesser allo stesso modo in cui quest'ultimo interagisce con Daigo e in caso di ulteriore pericolo anche Delinger può aprirsi e diventare perciò un involucro per Protesser.
Nell'eventualità di un pericolo gravissimo può intervenire un terzo robot, il più grande dei tre, ovverosia Garbin, che in caso di pericolo estremo può eventualmente anch'esso aprirsi e diventare pertanto il super contenitore di Delinger. Pertanto Garbin e Gordian sono di identico aspetto, ma è il contenuto a cambiare: Garbin è solo il robot più grande funzionante autonomamente mentre Gordian è l'insieme dei tre robot più l'uomo con cui essi sono telepaticamente in sintonia cioè Daigo.
In ogni puntata Daigo, insieme con i suoi robot, si trova ad affrontare i Madokter capeggiati dal perfido Gran Maestro Dokuma cui si vedono solo i due occhi fluttuanti e minacciosi. In seguito apparirà anche la sorella di Daigo, Saori, la quale nel prosieguo della guerra verrà ferita in battaglia cercando di guidare Gordian. Inseparabile dal protagonista la sua pantera nera, Clint, anch'essa di natura robotica.

## Produzione e distribuzione
Si compone di 73 episodi ed è stata trasmessa per la prima volta in Italia nel 1981 su alcune reti locali.

## Caratterizzazione del personaggio
Gordian è la composizione di tre robot i quali non si configurano come singole parti di un più grande mecha ma adottano una conformazione a matrioska in modo tale che ognuno inglobi completamente il precedente di scala più piccola, come fossero delle armature indossate una sull'altra. Perciò ciascun robot è effettivamente un singolo mecha di per sé, sebbene possa all'occorrenza anche agire in maniera indipendente dal controllo umano diretto.

## Personaggi e armamenti

### Gli eroi terrestri
- Daigo (ダイゴ 大滝, Daigo Otaki): capelli castani lunghi sulle spalle, bella presenza, indossa una tuta color arancio-marrone chiaro e una lunga sciarpa bianca al collo, porta un cinturone armato di pistola come un perfetto cowboy.
È il giovane protagonista, figlio dello scienziato Otaki, ed è stato allevato fin da quando era un bimbetto dal caro zio Gen, ingegnere nella cittadina di CapeVillage. Appassionato di football americano, all'inizio della serie si arruola volontariamente nell'esercito di difesa-terra chiamato Mechacon e che risiede a Victor City; si dimostrerà ben presto esser molto restio nei confronti della disciplina e del rispetto dei regolamenti.
Grazie a Saori entrerà in possesso di Gordian, un triplice robot costruito apposta per esser guidato da lui. Si sposta in motocicletta.
- Saori (サオリ): con lunghi capelli biondi ed un vestito verde, all'inizio della serie è rimasta ustionata al viso per aver guidato Gordian. Sorella maggiore di Daigo, è colei a cui è stata affidata fin dall'inizio la custodia di Gordian, vive in una base segreta assieme a Rose e Chokoma.
- Rose (ロゼ): una ragazzina adolescente, porta i capelli biondi, una camicetta bianca scollata e pantaloncini rossi corti e attillati. Vive assieme a Saori alla base Santori, facendole da aiutante. Spesso fa prendere coscienza a Daigo degli impegni e responsabilità che si trova ad avere; è in competizione con Peggy per conquistarne l'affetto.
- Chokoma (チョコマ): bambino orfano che abita alla base Santori; si accompagna spesso a Rose collaborando con Saori.
- Peggy (ピーチィ, Peachy): giovane donna-soldato, fa parte dell'esercito Mechacon agli ordini di Barry, prova immediatamente una forte attrazione sentimentale nei confronti di Daigo. Non perde occasione per riprenderlo e cercar di renderlo caratterialmente un po' più maturo e adulto.
- Barry Hawk (バリーホーク, Barihawk): superiore militare di Daigo e Perry e comandante in capo dei Mechacon, impone il rispetto dei regolamenti ma si dimostra molto attaccato ai suoi sottoposti.
- Dalph (ダルフ): fa parte anche lui del gruppo agli ordini di Barry. È un grassoccio soldato valoroso, compagno di stanza di Daigo fin dal primo giorno e suo grande amico.
- Clint (クリント): pantera nera robotica compagna fedele di Daigo, lo aiuta nei combattimenti.
- Professor Kyotaro Otaki (大滝 キョウタロウ): padre di Saori e Daigo, è lo scienziato che ha messo a punto il progetto X e i 3 Gordian.
- Cross Cross (トロスクルス, Trosculus): pistolero e killer mercenario.
- Dottor Kibi (ハナマキ博士, Dottor Hanamaki)/  (チビヒゲ博士?, Chibihige Hakase, Dottor Chibihige): ex-collega di Otaki, collabora coi Mechacon.
- Colonnello Hannonji (アンノンジー, Annonji): corpulento e burbero responsabile del reggimento agli ordini di Barry.
- Kathi (キャシー): la ragazza di Dalph.
- Buck (ブラスターパック, Blaster Pack): Capitano del reggimento agli ordini di Barry. Conduce gli squadroni in combattimento dalla nave Anoha (アノー号?, Anō-go) ed è un soldato esperto in esplosivi.

### L'armamento terrestre
- Gordian (ゴーディアン): il robot scaturito dall'unione di Protesser, Dellinger e Garbin attraverso l'Incastro Bionico (分身合体?, Bunshin Gattai); è governato da Daigo che ne controlla le azioni con il pensiero. I tre robot possono anche parzialmente agire in modo indipendente, ma se Daigo non si trova all'interno di uno di essi non sono in grado di combattere. Dotato di missile podalico, pugni atomici, lancia a raggio termico e spada solare.
- Protesser (プロテッサー): il minore dei 3 robot che compongono Gordian, ha in testa un casco di football americano ed utilizza una palla ovale che lancia come arma (chiamata "Gordian Bomb" (ゴーディアンボム?) nell'originale), che si può trasformare in una trivella o in una spada.
- Dellinger (デリンガー): il robot mediano, rosso e bianco, utilizza una spada da combattimento.
- Garbin (ガービン): il maggiore dei tre robot, alto 15m, blu e bianco, quando porta al suo interno anche gli altri due componenti si muta in Gordian assumendone tutte le potenzialità.
Gordian è perciò una sorta di "mecha-matrioska" formata esternamente da Garbin al cui interno vi è Dellinger dentro il quale vi è Protteser e, contenuto in quest'ultimo, ha Daigo Otaki come guida umana.
- Spada di Gen (シャインシェルド, Shine Shelld): arma costruita dallo zio di Daigo e consegnatagli poco prima della morte di questi. Può anche tramutarsi in scudo protettivo e lanciamissili.

### Antagonisti
- Madocter (マドクター): un popolo organizzato militarmente che si spaccia per "razza eletta", e si ritiene quindi degno di dominare l'intero universo. Gli esseri umani, essendo imperfetti e inferiori, devono pertanto essere eliminati senza alcuna pietà. Originari di Dokma, loro capo assoluto è Dokuma.
- Truppa Madocter: i soldati degli invasori; portano un casco che ricopre parzialmente il viso e una tuta di color viola scuro; sono armati di fucili. I loro mezzi d'assalto sono macchine simili a granchi o a ragni che si possono unire formando dei giganteschi serpenti o millepiedi metallici. In ogni episodio della serie compare poi un differente mostro che viene lanciato contro Gordian nel tentativo di distruggerlo.
- Dokuma (ドグマ大帝, Grande Imperatore Dokuma): un essere sovraterreno che, grazie al gran libro dell'Apocalisse da lui scritto, impartisce i comandi e gli ordini che devono essere eseguiti dai suoi sottoposti. Appare unicamente su uno schermo nero, sotto forma di un paio di occhi verdi brillanti. La sua brama di potenza lo spinge a cercare di impossessarsi del Progetto X, un set di documenti top secret del professor Otaki. Verrà distrutto nell'ultimo episodio.
- Saxidar (サクシダー, Succeeder): generale anziano, a lui è affidato il libro sacro di Dokuma che viene letto e consultato prima di ogni missione.
- Barras (バラス): uno dei comandanti dell'esercito Madocter, riesce a conquistare la fiducia di Dokuma e quindi a sorpassare gli altri generali e ministri, divenendo col tempo comandante in capo degli attacchi sferrati alla Terra. Muore nell'episodio 63 dopo un epico scontro con Gordian.
- Clorias (クロリアス): biondo con occhiali neri, all'inizio della serie è uno dei capi militari. Nell'episodio 9, a seguito di un suo fallito tentativo di impossessarsi del potere a scapito degli altri generali, diventa vittima della vendetta di Barras che lo lascia morire in battaglia per mano di Gordian.
- Elias (エリアス): unica comandante donna; astuta e doppiogiochista, cerca di guadagnare posizioni di potere grazie al suo fascino.
- Barbadas (バルバダス): dall'ampia capigliatura e con una barba che gli circonda l'intero volto, ha una benda su un occhio. Sottoposto ai comandanti generali, è un ufficiale che spesso riceve l'incarico di guidare le azioni contro Gordian; morirà in battaglia nell'episodio 27.

## Colonna sonora
Sigla di apertura originale
- Tōshi Gordian, cantata da Daijirō Shiomi

Sigla di chiusura originale
- Kibō ni Mukatte Hashire cantata da Daijirō Shiomi

Sigla italiana
- Gordian, testo di Lucio Macchiarella, musica di Franco Micalizzi, cantata dai Superobots.

## Doppiaggio
Il doppiaggio italiano è stato effettuato presso lo studio Edizioni Miguel sotto la direzione di Antonia Forlani.
| Personaggio            | Doppiatore giapponese | Doppiatore italiano                                     |
| ---------------------- | --------------------- | ------------------------------------------------------- |
| Daigo                  | Yoshito Yasuhara      | Massimo Corizza                                         |
| Saori                  | Gara Takashima        | Serena Spaziani                                         |
| Dottor Kibi            | Ken'ichi Ogata        | Valerio Ruggeri                                         |
| Dott. Kyotaro Otaki    | Kôichi Kitamura       | Giancarlo Padoan                                        |
| Peggy                  | You Inoue             | Rosalinda Galli                                         |
| Marzia, madre di Peggy |                       | Claudia Ricatti                                         |
| Joe                    |                       | Fabrizio Mazzotta                                       |
| Dalph                  | Kiyonobu Suzuki       | Gastone Pescucci                                        |
| Chocoma                | Reiko Suzuki          | Laura Lenghi                                            |
| Barry                  | Rokurō Naya           | Giorgio Locuratolo                                      |
| Roset                  | Rihoko Yoshida        | Susanna Fassetta                                        |
| Maestro Dokuma         | Yasuo Muramatsu       | Renato Montanari                                        |
| Barras                 | Tomomichi Nishimura   | Carlo Allegrini                                         |
| Saxidaras              | Kôichi Kitamura       | Giancarlo Padoan                                        |
| Elias                  | Miki Kagawa           | Rita Di Lernia (1ª voce) Antonia Forlani (2ª voce)      |
| Anna                   | Youko Asagami         | Gabriella Andreini (1ª voce) Susanna Fassetta (2ª voce) |
| Barbadas               | Kazuya Tatekabe       | Pieraldo Ferrante                                       |
| Clorias                | Yūsaku Yara           | Gabriele Carrara                                        |
| Voce narrante          | Masatô Ibu            | Gabriele Carrara                                        |
| Col. Hannoji           | Hiroshi Masuoka       | Mario Chiocchio                                         |

## Episodi
Gli episodi di Gordian non sono autoconclusivi e quindi sono spesso collegati tra loro. La serie è formata complessivamente da un'unica stagione di 73 episodi.